# Erbach (Alb-Dunai járás)
Erbach település Németországban, azon belül Baden-Württembergben.

## Fekvése
Ehlingentől keletre fekvő település.

## Leírása
A város egy magaslatán emelkedő várszerű kastélyt a 16. században építették egy augsburgi patrícius kereskedő részére, tornyokkal, falakkal és árkokkal megerősítve.

## Galéria

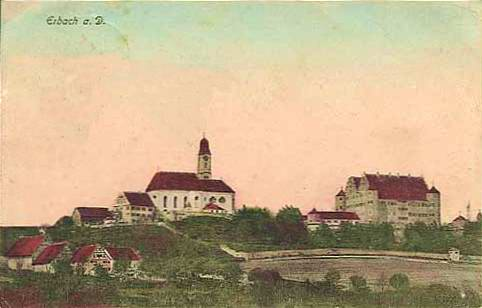
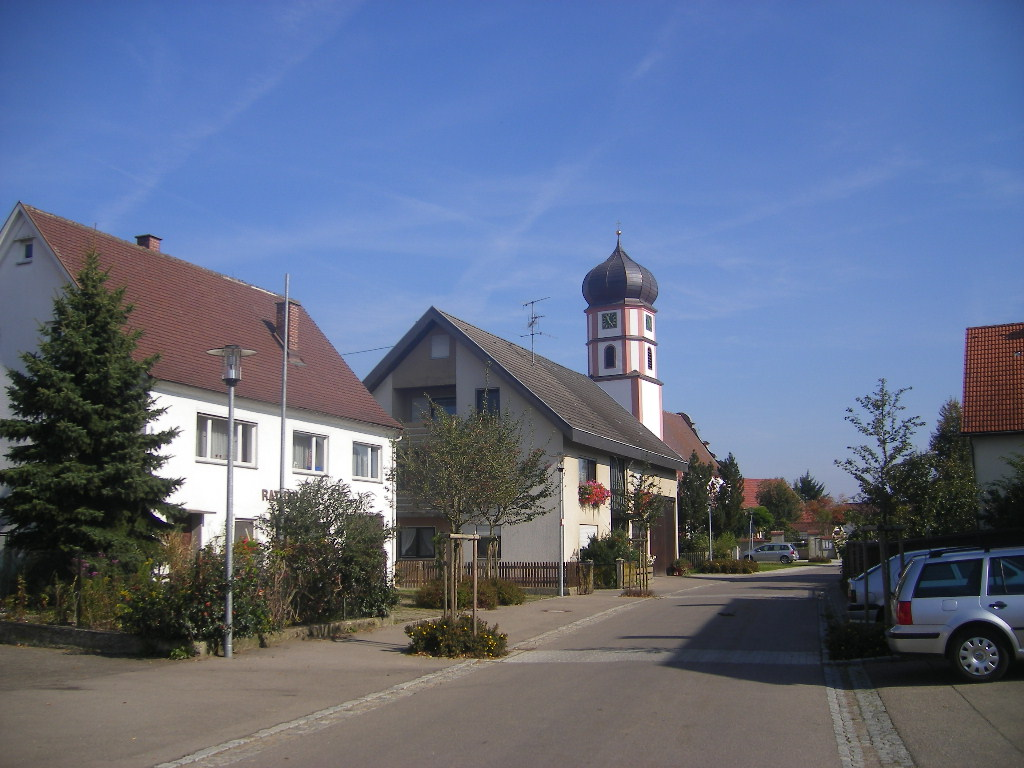
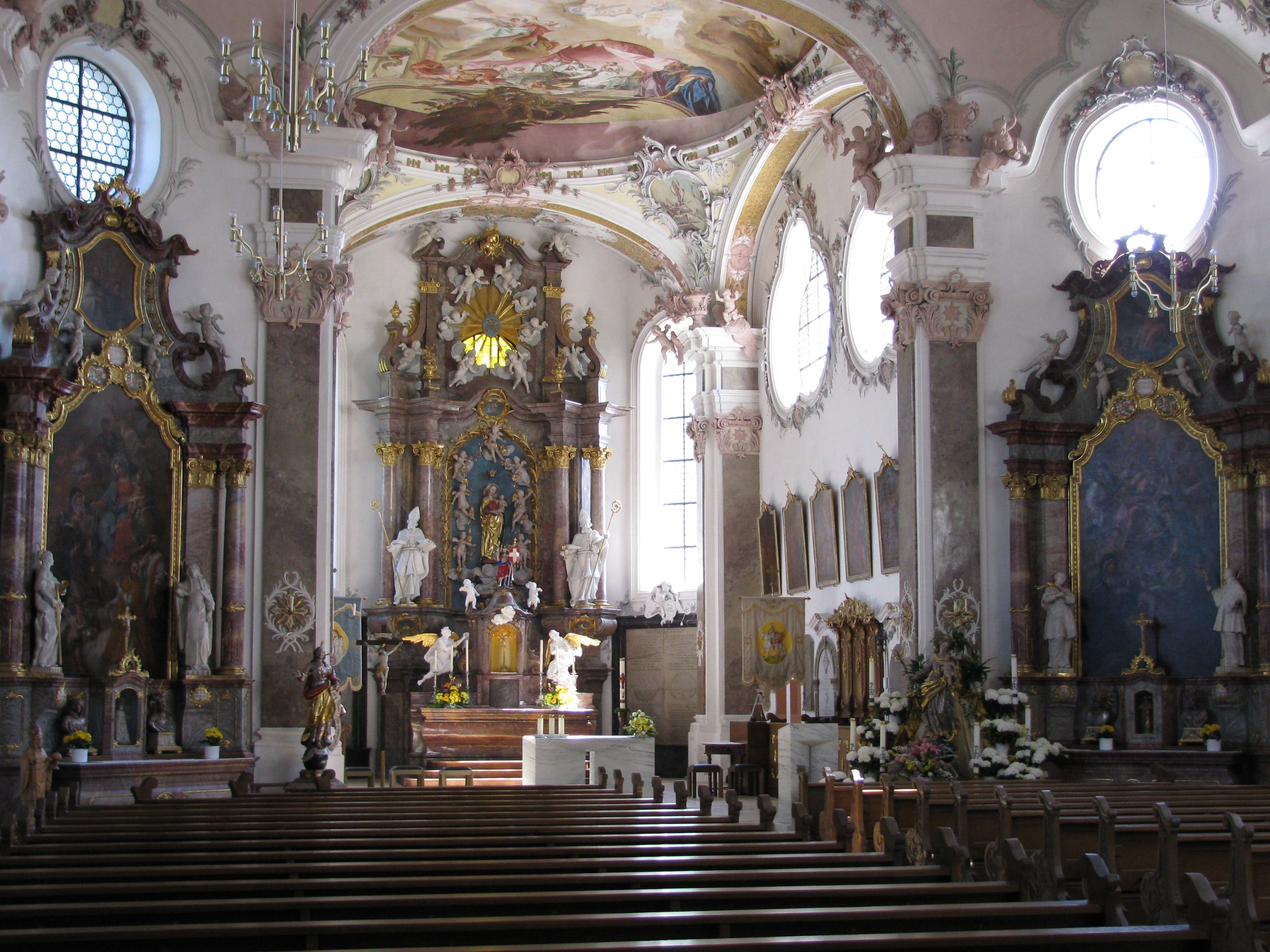
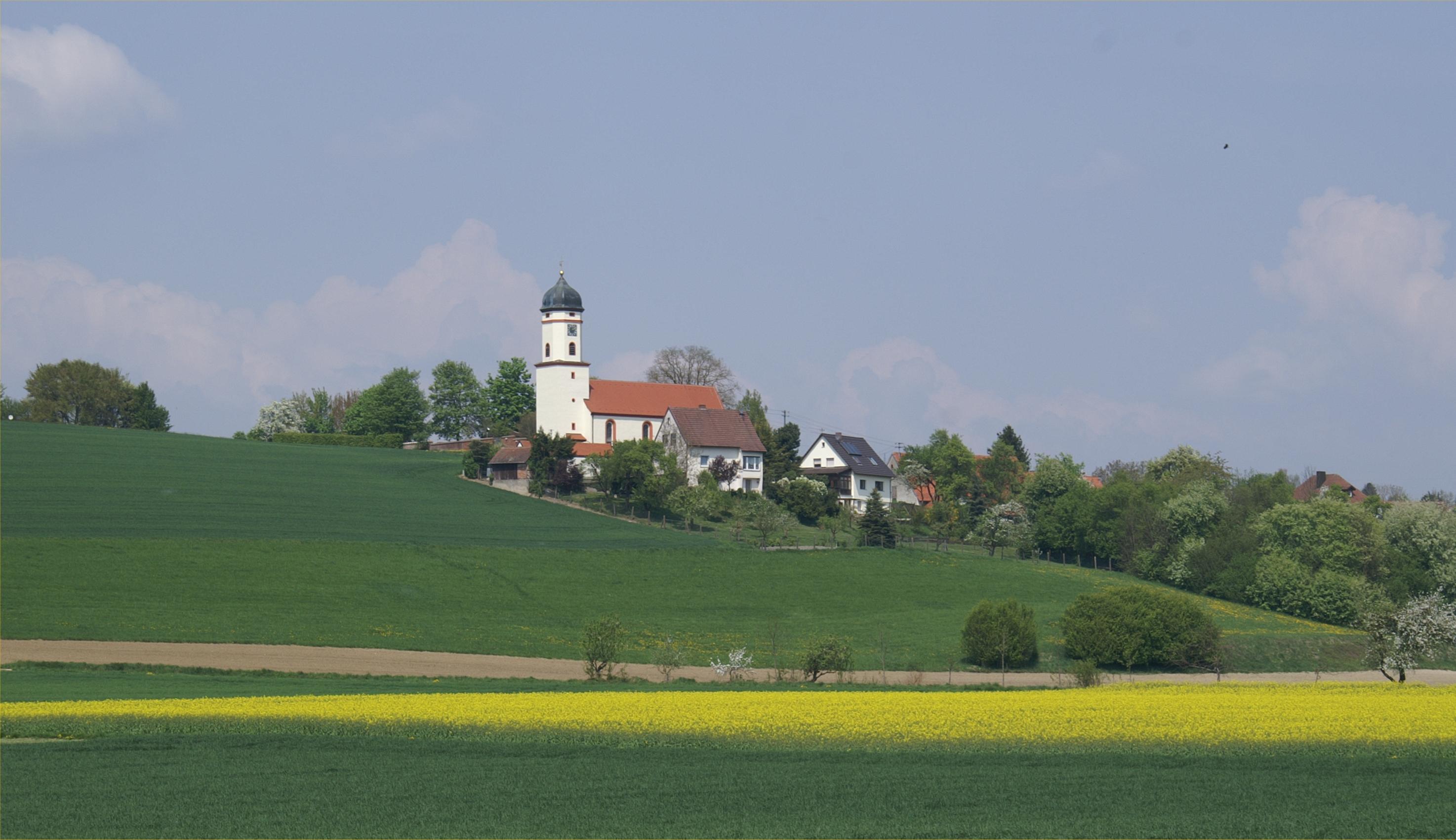
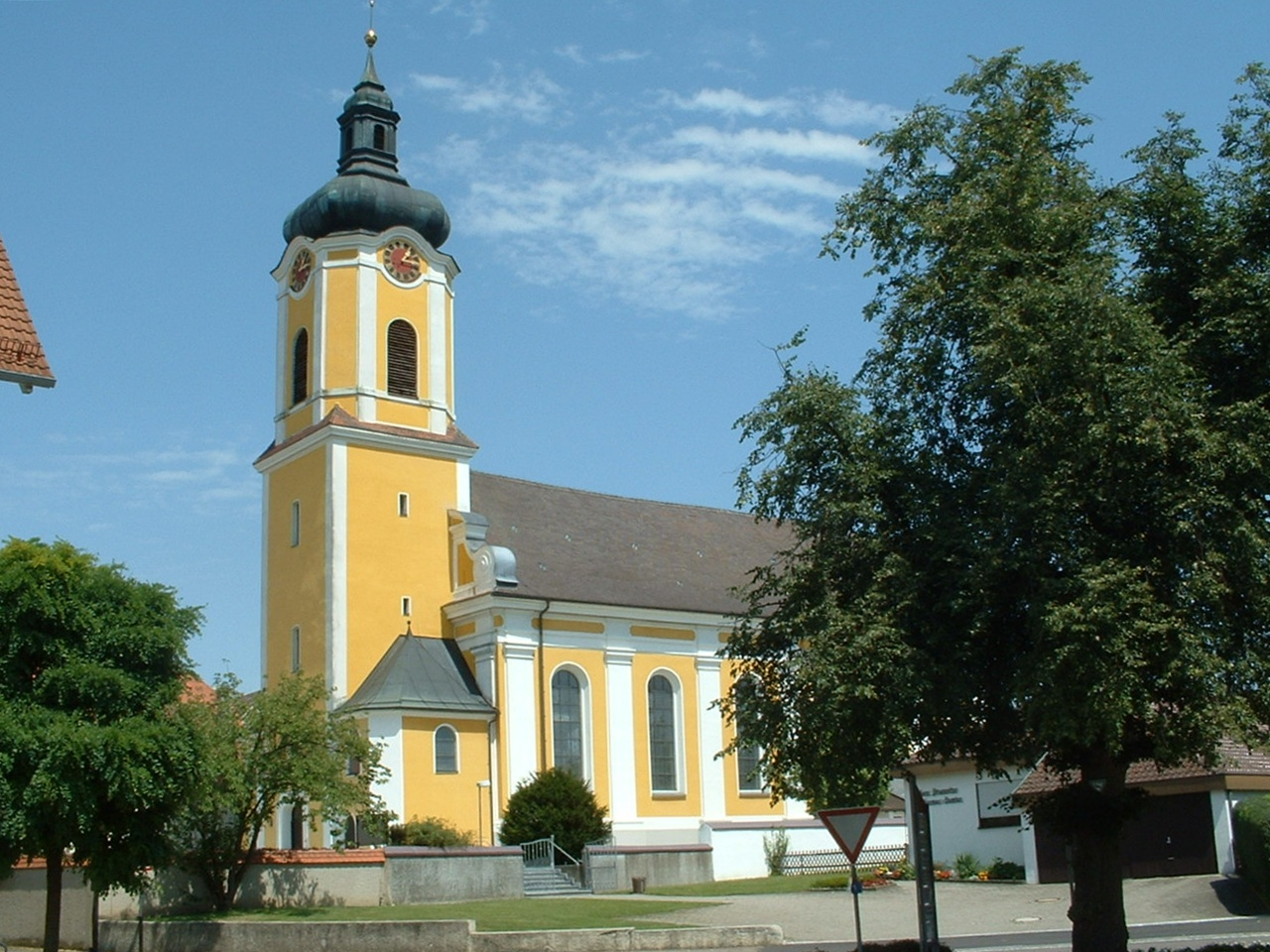
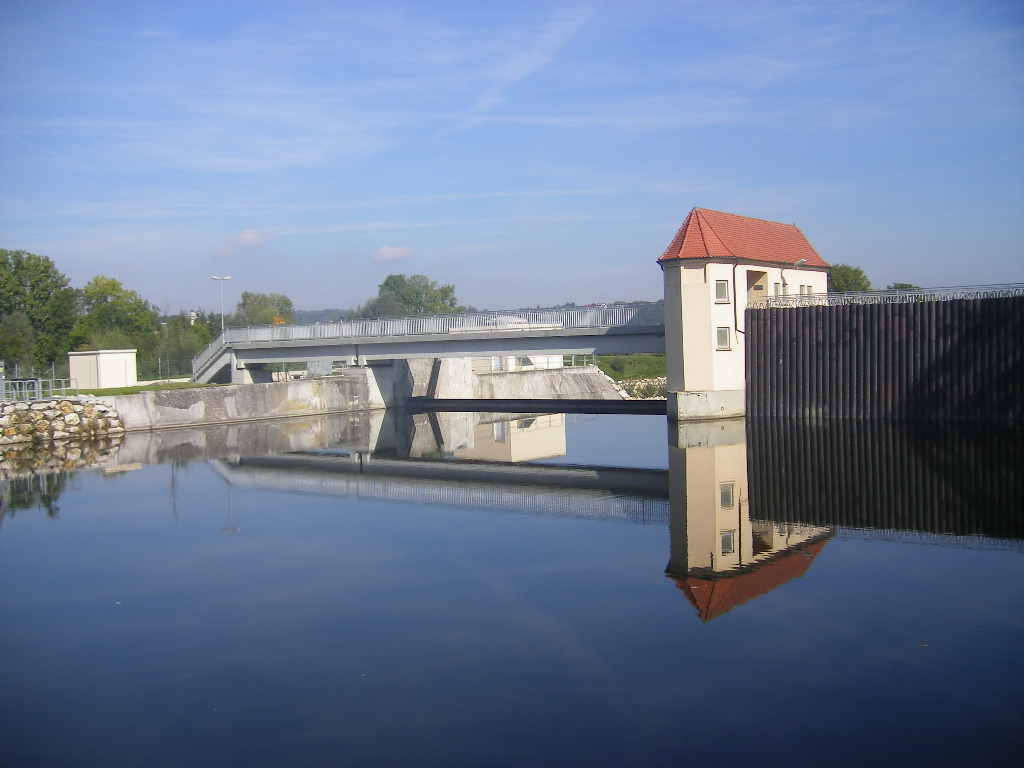

## Nevezetességek
- Kastély